# Hulan He
Hulan He är ett vattendrag i Kina. Det ligger i provinsen Heilongjiang, i den nordöstra delen av landet, omkring 17 kilometer norr om provinshuvudstaden Harbin.
Genomsnittlig årsnederbörd är 721 millimeter. Den regnigaste månaden är juli, med i genomsnitt 169 mm nederbörd, och den torraste är januari, med 6 mm nederbörd.